# جغرافيا بوتسوانا
| \| \|                           |                  |
| القارة                          | أفريقيا          |
| المنطقة                         | جنوب أفريقيا     |
| إحداثيات جغرافية                |                  |
| المساحة                         | 581,730 كم² (48) |
| الشريط الساحلي                  |                  |
| الحدود الأرضية                  | 4,013            |
| الدول المجاورة وطول الحدود معها |                  |
| أعلى نقطة                       | 1,489 متر        |
| أدنى نقطة                       | 513 متر          |
| فرق التوقيت                     |                  |
|                                 |                  |

جغرافيا بوتسوانا تعد بوتسوانا بلد غير ساحلي تقع في جنوب أفريقيا في الشمال من جنوب أفريقيا. تبلغ مساحة بوتسوانا 600,370 كم مربع (231,800 ميل مربع)، تبلغ مساحة أراضيها اليابسة 585,000 كم مربع (226،000 ميل مربع). بوتسوانا لديها حدود برية مشتركة التي تبلغ مساحتها 4,013 كيلومتر (2,494 ميل)، يبلغ طول الحدود مع نامبيا 1,360 كلم (850 ميل) ومع جنوب أفريقيا 1,840 كم (1,140 ميل) ومع زيمبابوي 813 كم (505 ميل) ومع زامبيا أقل من 1 كم (0.62 ميل). ويتركز معظم السكان من بوتسوانا في الجزء الشرقي منها.
تمتاز أشعة الشمس بارتفاعها طوال العام مع أن فصل الشتاء يعد أشمس فترة. تتعرض البلد كلها للعواصف المغبرة أثناء موسم الجفاف.